# Салат (река)
Салат — река в России, протекает по Томской области. Устье реки находится в 25 км от устья по левому берегу реки Чижапка. Длина реки составляет 216 км.

## Бассейн
- 18 км: Пегелька
  -  ? км: Гнутая
- ? км Окуневка
- 46 км: Косал
- 62 км: Оглат
  -  ? км: Развилок
  -  ? км: Чорыль-Кыкке
  - 59 км: Коль-Кыкке
  - 65 км: Яком-Сань-Кыкке
  - 87 км: Пырталат-Кыкке
  - 93 км: Мындала-Кыкке
- 86 км: Лаврентьевская
- 105 км: без названия
- 107 км: Чебачья
- 131 км: Самлат
  - 31 км: Малый Самлат
- 133 км: Погонъёган
- ? км: Чангла
- 164 км: Большой Карьят
- 180 км: Мыга
- ? км: Салимигай
- ? км: Кыльман

## Данные водного реестра
По данным государственного водного реестра России относится к Верхнеобскому бассейновому округу, водохозяйственный участок реки — Васюган, речной подбассейн реки — Васюган. Речной бассейн реки — (Верхняя) Обь до впадения Иртыша.